# Anvar Jabborov
Anvar Jabborov (* 20. Juli 1963) ist ein ehemaliger usbekischer Fußball-Nationaltorwart.
Jabborov spielte unter anderem für Paxtakor Taschkent, Nuravshon Bukhara, Navbahor Namangan, Krywbas Krywyj Rih, Navruz Andijon und FK Mashʼal Muborak. Er wurde 1992 für die Nationalmannschaft Usbekistans in 3 Länderspielen eingesetzt.
| Sp. | Datum      | Ort       | Gegner        | Ergebnis | Anlass            |
| --- | ---------- | --------- | ------------- | -------- | ----------------- |
| 1   | 17.06.1992 | Duschanbe | Tadschikistan | 2:2      | Central Asian Cup |
| 2   | 28.06.1992 | Taschkent | Turkmenistan  | 2:1      | Central Asian Cup |
| 3   | 16.07.1992 | Almaty    | Kasachstan    | 0:1      | Central Asian Cup |